# دوبوتشاني (كونييتش)
دوبوتشاني (بالسيريلية Дубочани) هي قرية في البوسنة والهرسك. وهي تقع في بلدية كونييتش التابعة لكانتون الهرسك-نيريتفا في اتحاد البوسنة والهرسك. طبقا لنتائج تعداد البوسنة عام 2013 فقد كان عدد سكانها 54 نسمة.

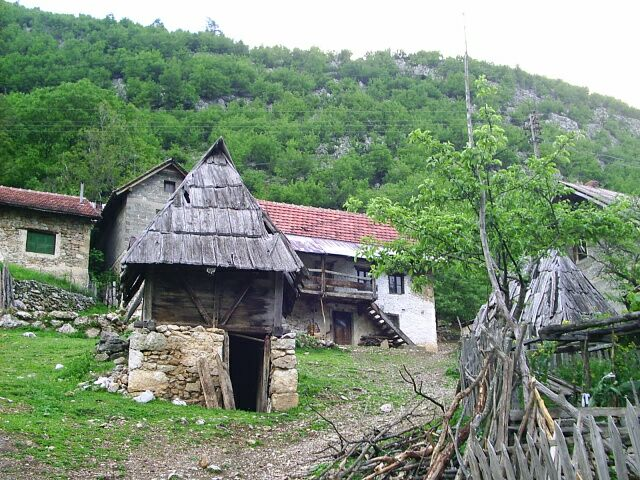
البيوت القديمة في القرية

## التاريخ
تقع على أراضي القرية مقبرة مدرجة على قائمة الآثار الوطنية للبوسنة والهرسك.

## التركيبة السكانية

### التطور التاريخي للسكان
| 1961 | 1971 | 1981 | 1991 | 2013 |
| ---- | ---- | ---- | ---- | ---- |
| 188  | 249  | 250  | 146  | 54   |

## وصلات خارجية
- Maplandia (بالإنجليزية)